# Mimoza Ahmeti
Mimoza Ahmeti (1963, Krujë) es una escritora, y poeta albanesa.

## Obra
Mimoza Ahmeti es una de las ‘enfants terribles' de los noventa, quienes han expandido los horizontes y explorado las posibilidades ofrecidas a si por sus propios sentidos. Arrastrando la nación, en su manera idiosincrática, a lo largo de Europa, se ha dirigido, en años recientes, a provocar sobre una Albania empobrecida y una sociedad cansada necesitada de mucha reflexión. Después de escribir dos volúmenes de poesía en los años ochenta, publicó cincuenta y tres poemas en la Colección Delirium, Tirana 1994 (Delirio), el cual cogió la atención del público. Su poesía ha sido bien recibida por una generación nueva de lectores con sintonía, por primera vez, con cultura occidental. Sus expresiones francas de indulgencia y deseo femeninos en placeres sensuales, y la fluidez cristalina de su lengua ya la ha hecho un moderno clásico. La polarización tradicional del verso masculino y femenino parecería para disolver bajo la fuerza apasionada de su púa
Su más reciente libro es La Polinización de Flores. Ahmeti ha publicado ampliamente y sus libros han sido traducidos al italiano, francés e inglés. A pesar de que ser muy conocida por sus poemas, también ha escrito cuentos y artículos. Se ha aventurado en la música, participando en varios festivales de música albanesa, así como pintó una serie de desnudos.

## Política
Fue candidata por el Partido Democrático de Albania en elecciones locales de 2001 en Tirana elecciones, donde fue derrotada.

## Apariciones públicas
Ganó en el Festival de Poesía de San Remo, 1998, organizado por la Rai Uno. También apareció en la segunda edición de la versión albanesa de Bailando con las Estrellas.
En 2010 fue invitada al "Festival de literatura internacional de Berlín".

## Obra
- Bëhu i bukur (Hazte hermosa) poesía, Tirana, 1986

- Sidomos nesër (Sobretodo de mañana) poesía, Tirana, 1988

- Delirium, poesía, Tirana, 1994

- Pjalmimi i luleve (La polinización de flores) poesía, Ora Botime, Tirana, 2003

- Gruaja haluçinante (La mujer alucinante) novela, Ombra GVG, Tirana,  2006

### Traducidas al francés
- L'Aéroport du cœur, (Aeroporti i zemrës) poema trad. por Élisabeth Chabuel, Éditions imprévues, Collection « Accordéons », 2015

- L'Absurde coordinatif (Absurdi koordinatir) historia, tradujo Edmond Tupja Agnès Pareyre, París, 2002 ISBN 978-2-914732-03-1

- Histoire du ciel poemas trad. por Alexandre Zotos en : Prosateurs & poètes d'Albanie La main de singe n°17. Ed. Comp'Act, 1995

- Ca Va Albanie, Paris, La promenade, 1998

- Personne Belle, roman, traduit par Ada Prizreni, 1997, ISBN 8846700538 ISBN 978-8846700537